# Спасо-Преображенська церква (Глухів)
Спасо-Преображенська церква — тетраконховий храм у місті Глухів. Церква стояла за межами колишніх загальноміських укріплень і тому називалася «Заградською», зараз розташована в самому центрі Глухова на площі Рудченка, неподалік Трьох-Анастасіївської церкви, і є однією з головних архітектурних окрас міста.

## Опис
Церква мурована з місцевої цегли, потинькована з побіленим інтер'єром. Фасади мають двобарвне пофарбування: жовте тло з білими деталями. У пандативах частково збереглися олійні зображення Св. Євангелістів у медальйонах. Старий іконостас майже не зберігся. Підлога дощана. Щипцевий та вальмові дахи, а також баня на дерев'яних кроквах і кружалах укриті покрівельною сталлю й пофарбовані зеленим кольором.

## Історії

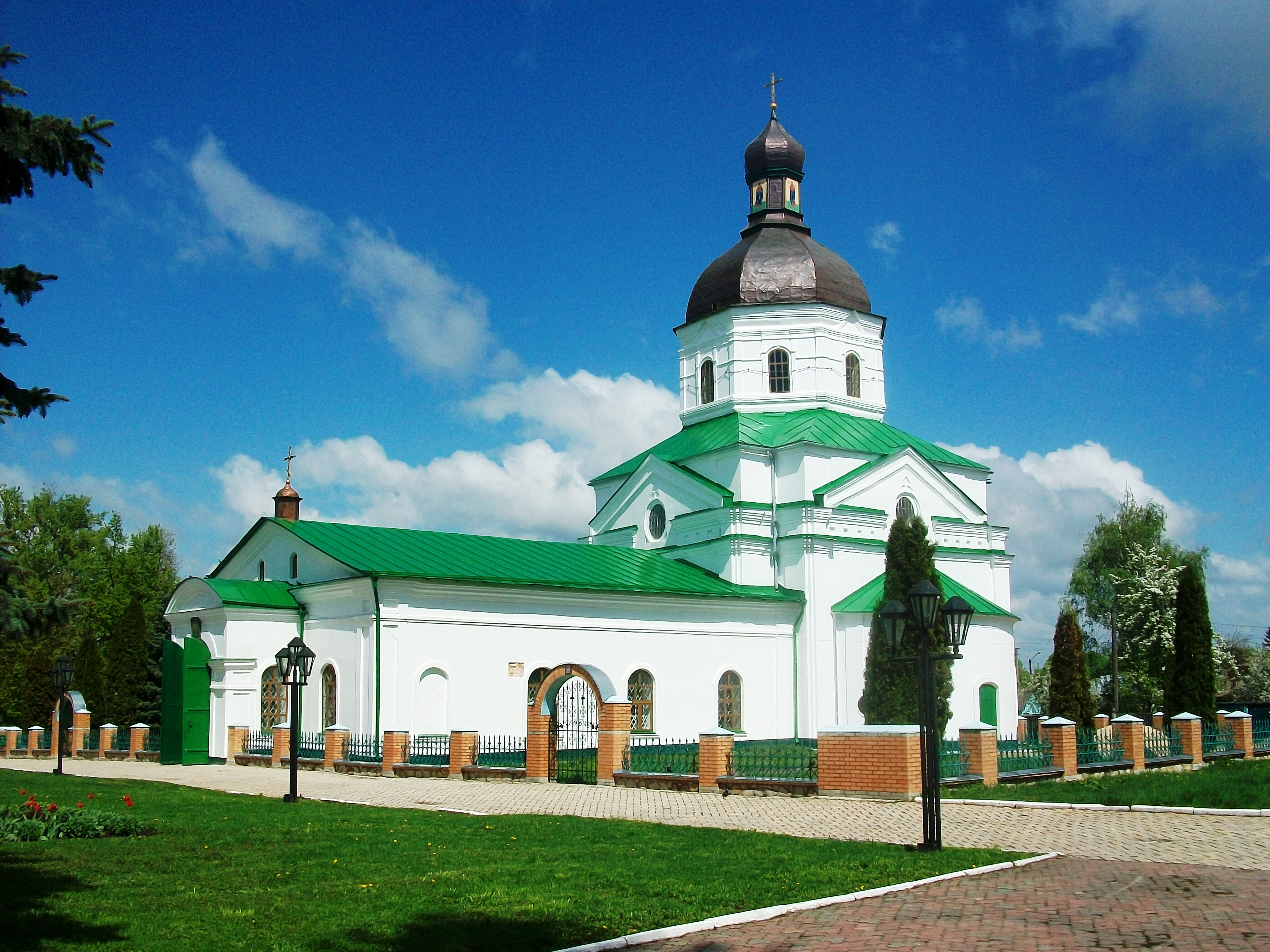
Вигляд церкви (8 травня 2011)

На початку XIX століття у північно-західному куті церковного подвір'я спорудили муровану багатоярусну дзвіницю в стилі класицизму, яка була зруйнована в 1930 році. 1855 року архітектор А. Ассінг розробив проєкт прибудови з заходу теплої церкви, яку реалізували 1867 року. У 1961 році святиню закрили з ризиком можливого знесення. Церкву використовували як склад до 1979 року, коли її оголосили пам'яткою архітектури національного значення. З 1989 року Спасо-Преображенську церкву повернули релігійній громаді. Поступово храм реставрували: перший етап реставраційних робіт було завершено 1992 року (автор проєкту реставрації — архітектор інституту «Укрпроектреставрація» С. Халепа), другий — у 2004.
У липні 2008 р. реставратори відкрили в глухівській Спасо-Преображенській церкві раніше невідомий унікальний живопис XVIII століття. Смисловий та композиційний центр — зображення Ісуса в червоній багряниці. Цей живопис зберігся на первинному тиньку, тому його можна датувати 70-ми роками XVIII ст. Припускають, що він виконаний художником з Петербурзької академії мистецтв.
У кінці 2010 року реставратори надали церкві нового вигляду[джерело?].